# Meteo (televisione)

Esempio di grafica di programmi televisivi meteorologici (grafica utilizzata dal meteo di TG5 Prima Pagina dal 5 novembre 2007 al 13 gennaio 2013)

Il meteo (la meteo nella Svizzera italiana) è un programma televisivo, solitamente prodotto dal telegiornale di rete e spesso trasmesso in coda di esso, che divulga le previsioni meteorologiche per il giorno corrente e/o futuro. Lo scopo di questo programma è informare i telespettatori sul tempo, appunto, per il giorno stesso (se in coda al TG Mattina o TG Giorno), per quello futuro e anche per quelli seguenti (se in coda al TG Serale e Notturno). I bollettini meteo in onda il venerdì descrivono le previsioni e le tendenze per il weekend e la settimana seguente.

## Descrizione
Le previsioni vengono divulgate attraverso delle cartine grafiche in cui appaiono i simboli rappresentanti il fenomeno previsto. Lo stesso programma può divulgare la situazione dal satellite o dei fronti, l'andamento dei venti e dei mari e le temperature. Nello stesso programma possono essere trasmesse cartine grafiche che rappresentano la distribuzione delle temperature e delle precipitazioni del territorio dello stato in cui il meteo viene trasmesso, creati dal meteorologo di turno (lo stesso a cui viene affidata la conduzione, nella maggior parte di queste rubriche). E sempre nello stesso programma si usano le stesse cartine grafiche anche per le previsioni, i venti, i mari e le temperature come tendenze per i giorni successivi, come i weekend, la settimana intera e anche le festività.
Per tutta la durata della trasmissione è possibile udire un motivo di sottofondo, spesso accattivante e popolare. Alcune volte sono motivetti composti per l'occasione, mentre in altri casi possono essere brani di artisti famosi (un esempio è Ride on the Ray del gruppo tedesco Tangerine Dream, utilizzato per le previsioni meteo di Rai 3 HD dal 1993 al 7 marzo 1999).
La conduzione può essere affidata a un meteorologo (nella maggior parte delle rubriche), uno speaker (come avviene su Rai 3 HD ed è avvenuto a Mediaset fino al 2007), o a personaggi televisivi (come avvenuto su Rete 4 tra il 1º settembre 2003 e il 28 marzo 2012 con le cosiddette meteorine, ovvero delle showgirl). Tuttavia, esistono alcuni programmi meteorologici senza conduzione o commento degli speaker, limitandosi a trasmettere le cartine con un sottofondo (es. Euronews) oppure l'emittente televisiva britannica Sky News (alternando, in questo caso, con bolletini condotti in studio).

## Il meteo nei principali canali televisivi in Italia

### Rai
Il meteo di Rai 1 HD è nato nel 1954 come parte integrante del telegiornale, per poi diventare un programma autonomo con vari titoli: Il tempo in Italia dal 1957, Che tempo fa dal 1968 e Meteo 1 dal 21 settembre 2003, in concomitanza del restyling grafico e l'esordio delle sigle del Meteo che variano per ogni rete. I conduttori storicamente più noti sono stati Edmondo Bernacca, Andrea Baroni e Guido Caroselli. Con la nascita di trasmissioni come Unomattina, La vita in diretta, Sabato & domenica, Effetto Sabato, e saltuariamente in particolari circostanze in programmi come Porta a Porta, nacquero delle rubriche fisse a tematica meteorologica nelle quali si distinse una nuova generazione di conduttori in maggioranza appartenenti all'Aeronautica Militare.
Il meteo di Rai 2 HD è nato nel marzo 1976 con il titolo Il tempo domani, per poi diventare Meteo 2 tra la fine del 1983 ed il 1º gennaio 1984. In un primo momento era condotto da ragazze, per poi passare agli speaker, mentre dal maggio 1987 è condotto da ufficiali dell'Aeronautica Militare. Inoltre il Meteo 2 va in onda anche all'interno del programma "I fatti vostri".
Il meteo nazionale di Rai 3 HD è nato nel luglio 1986 con il titolo Meteo 3. Nella stagione 1999-2000 il titolo era T3 Meteo, e nel 2003 TG3 Meteo. Prima le previsioni del tempo della rete erano solo regionali. I conduttori di questo meteo erano gli speaker (tra gli altri, Liliana Ursino e Augusto Lombardi) e le signorine buonasera fino al 2007, mentre in passato loro stessi si vedevano in video. Dal 2007 le voci fuori campo sono quelle dei meteorologi dell'Aeronautica Militare che conducono il Meteo 2 e il Meteo 1. Anche sul terzo canale vanno in onda degli spazi fissi a tematica meteorologica all'interno di programmi come Elisir (il venerdì mattina).
Le previsioni del tempo delle reti Rai vanno in onda in orari prestabiliti con una frequenza di 3-6 edizioni al giorno in funzione appunto alla rete Rai.
Il 3 giugno 2018 Meteo 1, Meteo 2 e Meteo 3 confluiscono in Rai Meteo, curato, ancora una volta, e sempre, dai rispettivi telegiornali.

### Fininvest/Mediaset
Le rubriche meteo dei canali Fininvest (oggi Mediaset), sono nate contemporaneamente ai telegiornali di appartenenza (Studio Aperto, TG4 e TG5). Esse sono curate dai meteorologi del Centro Epson Meteo e vanno in onda alla fine di ogni edizione dei telegiornali (tranne quelle flash).
Fino al 19 ottobre 2008 i meteo di rete andavano in onda anche nell'intervallo dei film, poi sostituiti dalla rubrica Meteo Mediaset. In coda ai telegiornali, tuttavia, continuava ad andare in onda il tradizionale meteo di rete. Il 14 gennaio 2013 tutte le rubriche meteorologiche dei canali Mediaset confluiscono in meteo.it.
Nell'intervallo dei film andava in onda, dal maggio 1999, il meteo e, dal marzo 2001, anche il TGcom (che dal 28 novembre 2011 è diventato TGcom24) come escamotage per poter trasmettere più spazi pubblicitari nel corso di un film, per ottemperare a una direttiva dell'Unione europea del 1998 che prevedeva due blocchi pubblicitari all'interno di un lungometraggio a distanza di 45 minuti (se il film dura altri 20 minuti è possibile trasmettere un terzo break). Questo trucco è stato adottato in quanto, se va in onda il meteo, gli spot sono automaticamente "associati" ad esso anziché al film, consentendo in questo modo di trasmettere ulteriori spazi pubblicitari all'interno del film soprattutto su Cine34, durante il film, ad esempio Maledetto il giorno che t'ho incontrato con Verdone.

### Telemontecarlo/LA7
Anche Telemontecarlo sulla falsariga della Rai e Mediaset, trasmise il meteo dalla sua nascita. Nei suoi ultimi anni (confluendo successivamente in LA7 dal 24 giugno 2001) è condotto da Paolo Sottocorona. I dati sono forniti dal portale 3BMeteo.

### Tv2000
Su Tv2000, dopo il telegiornale trasmette il meteo. Meteo che dal 5 ottobre 2020 è curato e condotto dagli ufficiali dell'Aeronautica Militare.

### Sky
Sky è nota per avere, al posto di semplici rubriche periodiche, un canale interamente dedicato alle previsioni meteorologiche in onda 24 ore su 24 con aggiornamenti ogni 15 minuti: Sky Meteo 24.
Sky Meteo 24 si occupa anche delle rubriche meteo di Sky TG24, TV8 e Cielo.

### Odeon TV
Odeon TV trasmise dalla sua nascita il meteo.